# Домаћица (часопис)
Домаћица је први женски часопис у Србији који континуирано излази, а који се одржао чак до почетка Другог светског рата. Основан је 1879. Први број изашао је августа 1879. а последњи јануара 1941. Током Првог светског рата часопис није излазио.

## О часопису
Часопис Домаћица основан је као гласило Београдског женског друштва. Био је утицајан и могло би се рећи моћан часопис, који је вршио јак утицај на јавност. По својој концепцији био је просветитељски конвенционалан, традиционално ослоњен на „проверене” женске вредности тога доба, које су пре свега истицале као позитивне особине женску част, приврженост породици, љубав према национу. Иако су припаднице Друштва веровале да је жена једнака мушкарцу, ипак је Друштво било пре свега традиционалистичких и конзервативних схватања према улози жене у друштву. Женино место било је у кући, уз децу и мужа, њена прва и најважнија улога била је улога мајке и васпитачице. Оданост краљевској кући била је видљива и јасно артикулисана.
Идејни творац часописа била је Катарина Миловук, управница Више женске школе, од које је такође потекла и иницијатива за оснивање Београдског женског друштва.

### Историјат
Иако је и раније било покушаја да се покрене часопис за жене, тек 1879. године Београдско женско друштво покреће први женски часопис у Србији - Домаћица. Покренут је као гласило Друштва (Београдско женско друштво сматра се родоначелником женског покрета у Србији).
Излазио је у континуитету до почетка Другог светског рата, осим током Првог светског рата и неколико поратних година. Тако први број часописа излази августа 1879.(год. 1, бр. 1, авг. 1879), да би 35 година касније, маја 1914. изашао последњи предратни број (год. 35, бр. 4/5, апр./мај 1914). Часопис наставља са излажењем септембра 1921. (год. 36, бр. 1, септ. 1921). Последњи број часописа изашао је јануара 1941. (год. 56, бр. 1, јан. 1941).

### Периодичност излажења
Излази месечно (1. дана сваког месеца).
- Од бр. 8 (1882) два пута месечно;
- Од бр. 1 (1885) месечно;
- Од бр. 1 (1933) тромесечно;
- Од бр. 2 (1934) двомесечно;
- Од бр. 3 (1936) тромесечно.[3]

## Одговорни уредници
Према тадашњем закону у Србији се женама порицала способност да се брину о имовини и новцу или да се појављују пред судом. Зато су до 1937. године главни уредници часописа Домаћица били искључиво мушкарци:
- од бр. 1 (1884) Бранко Петровић
- од бр. 21 (1884) Јован Аћимовић
- од бр. 4 (1885) Милорад П. Шапчанин
- од бр. 10 (1885) Михаило Ђуровић
- од бр. 5 (1886) Живко А. Шокорац
- од бр. 3 (1888) Борислав Б. Тодоровић
- од бр. 5 (1890) Живко А. Шокорац
- од бр. 5 (1891) Арон Нинчић
- од бр. 7 (1895) Дим. Довијанић
- од бр. 3 (1896) Душан Л. Ђокић
- од бр. 8 (1902) Живко А. Шокорац
- од бр. 1 (1904) Душан Л. Ђокић
- од бр. 1 (1907) Влад. Т. Спасојевић
- од бр. 5 (1922) Драг. Марковић
- од бр. 1 (1924) Влад. Т. Спасојевић
- од бр. 1 (1937) Вера П. Николић-Богдановић
- од бр. 1 (1939) Јел. П. Ђорђевић

Литерарни одбор, који је образован ради помагања у уређивању часопис, није се много бавио његовом физиономијом, па су млађе чланице Женског друштва, незадовољне садржином Домаћице наметнуле дискусију о уређивачкој политици. Тражиле су да часопис уређује литерарни одбор, што је значило да би мушкарац само формално остао уредник. Под њиховим утицајем у Женском друштву и у литерарном одбору, од 1907. године садржај Домаћице постаје разноврснији и богатији.

## Аутори прилога
За Домаћицу су писале многе угледне жене тога времена, између осталих и Катарина Миловук, Љубица Луковић, Милка Гргурова-Алексић, чак и краљица Драга. У часопису су сарађивали и Матија Бан, васпитач деце кнеза Александра Карађорђевића, затим књижевници Милан Милићевић, Милорад Шапчанин, Чеда Мијатовић, сликарка Полексија Тодоровић и други. Занимљиво је да је приповетка Милована Глишића „Прва бразда” први пут објављена управо у овом часопису.

## Теме
Као гласило удружења Домаћица је имала улогу да информише чланство о текућим активностима Женског друштва и његових подружница, па је редовно преносила записнике са седница и извештаје о раду, као и извештаји о раду Женске раденичке школе и Пазара, а касније и Ђачке трпезе и Дома старица. Осим тога, часопис је објављивао одломке из популарних романа и разне занимљивости намењене женама - мајкама и домаћицама (тако, на пример, у броју из јануара 1903. у рубрици „за кућу и кухињу” жене се упућују у тајне успешног одгоја младих ћурића и неговање цвећа, а говори се и о узроцима муцања код деце). Ставови заступани у часопису нису се много разликовали од ставаова званичне политике и мишљења. Садржај је био биран по угледу на женске листове у свету чији је основни циљ био да гаје „култ женствености”. У Домаћици је забележен целокупан рад Београдског женског друштва, а редовне рубрике биле су хигијена, газдовање, одевање, наука и забава. У часопису се води рачуна о јубелијима у краљевској породици, али се не заобилазе ни феминистичке теме, па се уредно објављују и о вести о догађањима у женским покретима широм света. О еманципацији жена Домаћица први пут пише тек у трећој години свог излажења..